# Абдул Ати аль-Обейди
Абдул Ати аль-Обейди (араб. عبد العاطي العبيدي‎; 10 октября 1939, Итальянская Ливия — 16 сентября 2023) — ливийский государственный деятель, министр иностранных дел ВСНЛАД в 1982—1984 и 2011 годах.

## Карьера
Генеральный секретарь Всеобщего народного конгресса ВСНЛАД в 1979—1981 годах.
Генеральный секретарь Высшего народного комитета ВСНЛАД в 1977—1979 годах.
С 1982 по 1984 год — министр иностранных дел, а также он был послом Ливии в Тунисе и Италии.
31 августа 2011 года был задержан повстанческими силами по обвинению в растрате государственных средств при уплате компенсации жертвам теракта в Локерби, произошедшего в 1988 году. В июне 2013 года суд признал его невиновным по обвинению в злоупотреблении должностными полномочиями.
В 2011 году Абдул Ати вновь был назначен на пост главы МИДа после того, как предыдущий руководитель ведомства Муса Куса покинул страну.
Умер 16 сентября 2023 года от сердечного приступа в возрасте 83 лет.